# Oroyolari
Oroyolari (en georgiano: ოროჯოლარი; en armenio: Օրոջալար) es una aldea de Georgia ubicada en el sur de la región de Mesjetia-Yavajetia, siendo parte del municipio de Ninotsminda.  

## Geografía
Oroyolari se encuentra en a orillas del río Paravani, a 5 km de Ninotsminda. La aldea se administra desde el pueblo de Satje. 

## Historia
Los antepasados de los residentes vinieron de la provincia de Erzurum en 1830.  

## Demografía
La evolución demográfica de Oroyolari entre 2002 y 2014 fue la siguiente:
| 1406                                            | 763 |
| (Fuente: Population of Georgia in Soviet times) |     |

Según los datos del censo de 2014, los armenios son el 99,3 % de la población local.

## Economía
La economía se ocupa del cultivo de patatas, forrajes y cereales, tubérculos y cría de animales.

## Infraestructura

### Arquitectura, monumentos y lugares de interés
Hay una iglesia en el pueblo reconstruida en 1898.

### Educación
Tiene una escuela secundaria armenia, una biblioteca, un club y una guardería.